# Варжињски НЛО инцидент
Варжињски НЛО инцидент (енгл. Varginha UFO incident) је име дато низу догађаја који укључују виђења ванземаљских бића НЛО-а у граду Варжиња, 1996. године.

## Докази
Бразилска влада је званично негирала тврдње сведока, али неки теоретичари тврде другачије, оптужујући владу за прикривање доказа. За неке догађаје недостају поуздани извори који би доказали да су тврдње истините (сведочење анонимних људи). НЛО истраживач Кевин Д. Рендл каже да је овај случај јако компликован. Рендл тврди да нема физичких доказа који би поткрепили овај случај. Такође тврди да су људи који су наводно видели ванземаљце, могли видети и неку познату животињу.

## Догађаји
Према извештајима медија, ванземаљско створење су први пут виделе три жене које су биле старе између 14-21 године; две сестре Лилиане и Валкуирија Силва, и њихова пријатељица Катја Андраде Ксавијер. Они су наводно видели створење у поподневним сатима, 20. јануара 1996. године. То је наводно било двоножно створење високо око 1,6 метара, са великом главом, танким телом, Саного у облику слова Б, браон коже, и великим црвеним очима. Чинило им се као да створење дрхти па су претпоставили да је био болестан или повређен .. тврдили су да створење има јак и непријатан мирис. Сведоци су приметили велике сличности између овог створења и Чупакабру, криптозоолошког створења које се појављује на Порторику иу Средњој Америци. Сестре су рекле да су одмах побегле, а затим су рекле мајци да су виделе ђавола. Она им није веровала, али мишљење је променила када је отишла на место где су то створење наводно виделе. Тамо није било створења али се осетио јак мирис амонијака и пронашла је чудне отиске стопала. Након што су ту причу испричале целој породици и својим пријатељима, она се такође почела ширити и по целом граду; много људи је тврдило да су видели НЛО те да су виђали ванземаљце. Два дана након догађаја наводно је пронађено још једно створење како лежи на путу. На место догађаја су послата 3 војна камиона да ухвате то створење. Тада су га наводно успели да ухвати и однели су га у болницу да га прегледају.